# Salesi Ma'afu
Pour les articles homonymes, voir Ma'afu.

a Compétitions nationales et continentales officielles uniquement.

b Matchs officiels uniquement.
Dernière mise à jour le 4 mai 2020.
Salesi Ma'afu, né le 22 mars 1983 à Sydney, est un joueur australien de rugby à XV qui évolue au poste de pilier en équipe d'Australie et avec la Western Force en Super 15 depuis 2012.

## Biographie
Il honore sa première sélection en équipe d'Australie le 5 juin 2010 contre les Fidji. En 2011, il quitte les Brumbies et signe chez la Western Force. Il est retenu par Robbie Deans dans la liste des trente joueurs australiens qui participent à la coupe du monde.
Il arrive en Europe en 2013, dans le club de Northampton Saints en Angleterre, avant de s'engager en Top 14, en 2015, avec le RC Toulon. Salesi Ma'afu est libéré de son contrat avec le RCT après des problèmes judiciaires. Il s'engage ensuite avec le club gallois des Cardiff Blues puis, en octobre 2016, avec les Anglais de Gloucester.
Le 23 mai 2017, il signe un contrat d'un an avec une option d'un an supplémentaire avec le RC Narbonne.